# Galanthus angustifolius
Galanthus angustifolius là một loài thực vật có hoa trong họ Amaryllidaceae. Loài này được Koss mô tả khoa học đầu tiên năm 1951.